# Heavy in Your Arms
Heavy in Your Arms è un singolo del gruppo musicale britannico Florence and the Machine, estratto dalla colonna sonora del film The Twilight Saga: Eclipse e pubblicato il 7 luglio 2010.

## Descrizione
Il singolo, dalle atmosfere molto dark e gotiche, oltre ad esser stato composto per il film Eclipse, dopo la sua pubblicazione, fu anche usato per svariate pubblicità.

## Video
Il video ufficiale del brano è uscito su YouTube, sul canale Eclipse the Soundtrack, il 7 luglio 2010.

## Tracce
Digital download
1. Heavy in Your Arms - 4:45
2. "Heavy in Your Arms (C-Berg Remix)  – 6:38